# Micrognathus erugatus
Micrognathus erugatus är en fiskart som beskrevs av Earl Stannard Herald och Dawson 1974. Micrognathus erugatus ingår i släktet Micrognathus och familjen kantnålsfiskar. Inga underarter finns listade i Catalogue of Life.